# Ellhöft
Ellhöft (dänisch: Ellehoved, sønderjysk Ælhoi, niederdeutsch: Ellhööft) ist eine Gemeinde im Kreis Nordfriesland in Schleswig-Holstein.

## Geografie

### Geografische Lage
Das Gemeindegebiet von Ellhöft erstreckt sich direkt südlich der die deutsch-dänische Grenze markierenden Bachläufe der Süderau (dänisch Sønderå) und Alte Au (dänisch Gamelå) im Übergangsbereich der Naturräume Lecker Geest und Nordfriesische Marsch. Die Bachläufe sind Vorfluter zur nordschleswigschen Wiedau (dänisch Vidå).

### Gemeindegliederung
Die Ortsteile Böglum (dän. Bøvlund), Struxbüll (Struksbøl) und Ellhöftfeld liegen im Gemeindegebiet.

### Nachbargemeinden
Direkt angrenzenden Gemeindegebiete von Ellhöft sind:
|          | Kommune Tondern (Dänemark)                  |        |
| Humptrup | Kompassrose, die auf Nachbargemeinden zeigt | Westre |
|          | Süderlügum                                  |        |

## Geschichte
Das Gemeindegebiet ist seit der Steinzeit besiedelt. Der Ort Ellhöft wurde 1543 erstmals schriftlich erwähnt. Der Ortsname setzt sich aus dän. El(le) für Erle und -hoved (im Dt. -höft) für einen Vorsprung zusammen. Böglum wurde erstmals 1497 genannt und kann auf altdän. boghi (Krümmung) oder bōk (Buche) zurückgeführt werden.
Im Jahre 1935 wurde Böglum eingemeindet.

## Politik
Die im Zuge der Kommunalwahlen in Schleswig-Holstein 2023 am 14. Mai erfolgte Gemeindewahl in Ellhöft brachte bei einer Wahlbeteiligung von 62,7 Prozent ein wiederholt 100-prozentiges Stimmenverhältnis für Kandidaten der Wählergemeinschaft Ellhöft (WGE).

## Wirtschaft und Infrastruktur
Historisch ist die Gemeinde in starkem Maße durch den primären Wirtschaftssektor (die Urproduktion) geprägt. Durch die Wirtschaftspolitik zum Jahrtausendwechsel in Deutschland im Zuge der Energiewende kam es nachfolgend zu einer Sektorenverschiebung in Richtung der Energieerzeugung im Bereich der Erneuerbaren Energien (v. a. Windenergie). So wurde im Jahr 1995 in der Gemeinde eine Windparkprojektgesellschaft gegründet und im Jahr 2000 der Bürgerwindpark Ellhöft eingeweiht.
Die verkehrstechnische Anbindung des Gemeindegebiets erfolgt überwiegend im Motorisierten Individualverkehr über die Bundesstraße 5 nördlich von Süderlügum. Diese führt auf etwa einem Kilometer durch das westliche Gemeindegebiet. Sie geht am Grenzübergang Böglum über in die dänische Primærrute 11, die in Richtung der dänischen Stadt Tønder weiter führt.
Der namenstiftende Hauptsiedlungskern von Ellhöft befindet sich östlich der Bundesstraße. Nördlich des Dorfkerns von Süderlügum kreuzt die Landesstraße 192 die Bundesstraße und führt als explizit so betitelte Grenzstraße in östlicher Richtung am namengebenden Hauptsiedlungskern vorbei und weiter in den Raum Harrislee.